# Sterrenberg (Zeist)
Sterrenberg is een buurtschap behorende tot de Nederlandse gemeente Zeist, in de provincie Utrecht. Het ligt tussen Huis ter Heide en Soesterberg.
Op het terrein van Sterrenberg verrijst een nieuwe woonwijk  met 480 woningen, waarvan 400 burgerwoningen en 80 zorgwoningen. Ook wordt een sportcomplex op het terrein van de instelling Abrona Diensten-centrum heringericht en uitgebreid. Het project is onderdeel van het programma Hart van de Heuvelrug. Voorts is een belangrijke doelstelling om te komen tot integratie van gehandicapten in de samenleving ('omgekeerde integratie').

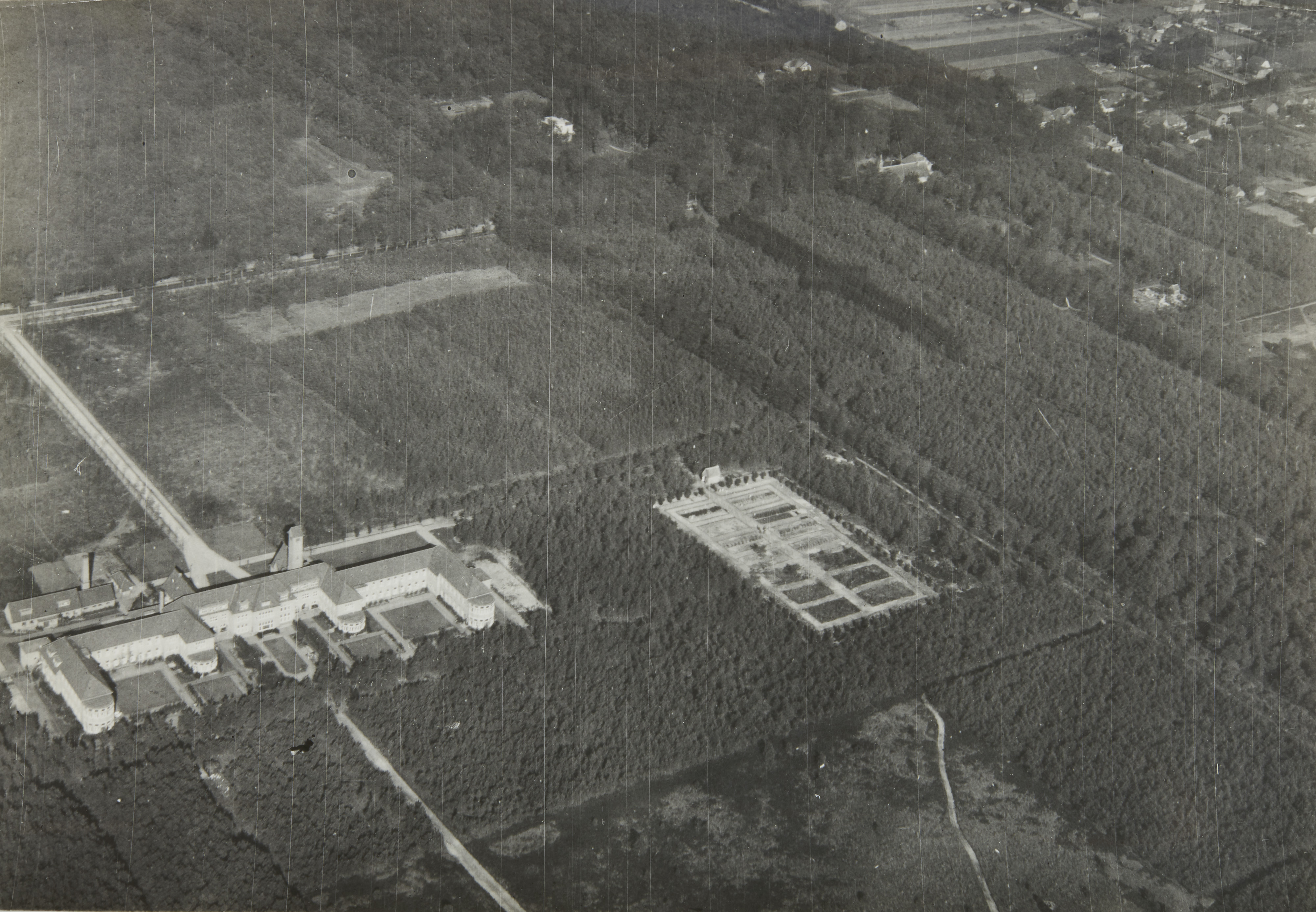
Het terrein van Sterrenberg met het gebouw van de Johannesstichting in de jaren 30

Dorpen: Austerlitz · Bosch en Duin · Den Dolder · Huis ter Heide · Zeist

Buurtschappen: Sterrenberg

Utrecht · Plaatsen in de provincie      Nederland · Provincies · Gemeenten